# 이주홍
이주홍(李周洪, 1906년 5월 23일 ~ 1987년 1월 3일)은 대한민국의 소설가 겸 아동문학가이며 호는 향파(向破)이다.
그는 작가로써 해학, 풍자로 엮어지는 사실적 묘사와 치밀한 구성으로 《완구상》, 《늙은 체조교사》 등 소설·시·희곡·동화·동시 등에서 많은 작품을 발표하였다.

## 생애
이주홍은 1906년 5월 23일 경남 합천에서 태어나 1925년 [신소년]지에 동화 <뱀새끼의 무도>를 발표하였다. 1924년 일본으로 건너가 우리나라 보다 서구의 신문물을 받아들였다 생각한 곳에서 공부의 길을 걸었다. 머나먼 이국땅에서의 노동은 육체적 허기만을 달래줄 뿐이었지만 그의 앞으로의 작품세계에 커다란 의의를 주었다. 1929년 단편 <가난과 사랑>이 조선일보 신춘 문예에 입선했다. 이주홍은 아동문학을 비롯해 소설, 시, 희곡, 수필, 번역, 연극평론, 미술평론, 그림, 서예 등 문학 전반에 걸쳐 넓은 창작 활동을 하였다. 1949년 배재 중학, 동래 중학 교사 생활을 거쳐 국립 부산수산대학교 교수로 전직하였다. 후에 수많은 작품들을 쓰다 1987년 1월 3일 별세하였다.

### 약력
- 1906년 5월 23일 경남 합천 탄생
- 1925년 신소년지에 동화 [뱀새끼의 무도] 발표
- 1929년 단편 [가난과 사랑]이 조선일보 신춘 문예에 입선
- 1944년 조선영화 주식회사 시나리오 공모에 작품 [춘향]이 당선
- 1949년 부산수산대학교 교수로 전직
- 1972년 부산수산대학을 정년 퇴직 후 대학 명예 교수로 피임
- 1981년 이주홍 아동문학상 제정
- 1987년 1월 3일 별세

## 작품
작품은 다음과 같다.
- 1924년 동시[잠자는 동생]
- 1928년 동화 [배암색기의 무도]
- 1929년 단편소설 [가난과 사랑], 단편소설 [결혼전날], 동시 [빨간부채], 소년소설 [눈물의 치맛감]
- 1930년 단편소설 [치질과이혼], 소년소설 [아버지와 어머니][북행열차][청어뼉다귀][돼지코구멍], 시 [구력설날][새벽], 동시 [질날애비][봄날][풀각시][서울 가는 나비][잉크병][호박꽃][수박][폭풍우][편사홈노리], 동화[개고리와 둑겁이][잉어와 윤첨지][우체통], 아동극 [뱀사람 말사람][톡기눈알][젊은 통장사][도화시간]
- 1931년 아동문학평론 [아동문학의 일년간 - 금후 운동의 구체적 방안], 동시 [꿀벌][모긔][장아치 아저씨][방귀][박쥐, 고양이][가나다 노래][천자푸리]
- 1932년 동시 [벌소제][벽]
- 1934년 첫아이 호를 잃고 충격에 빠짐. 단편소설 [남의], 시 [적막한 아츰], 동시 [자리짜기], 동화 [호랑이 이약이]
- 1935년 동화 [곰방대]
- 1936년 장편소설 [야화], 단편소설 [산가], 동시 [꿩], 동화 [귤]
- 1937년 장편소설 [화원], 단편소설 [완구상][하숙 매담], 동화 [알 낳는 할머니]
- 1938년 중편소설 [동연], 단편소설 [화방도]
- 1939년 단편소설 [한 사람의 관객], 시 [유란 집], 동화 [멸치][못난 도야지 s0tlale
- 1943년 단편소설 [내 산아][지옥안내]
- 1944년 단편소설 [청일], 시 [전원에서]
- 1945년 시 [함방음][청년][역사]
- 1946년 중편소설 [가족], 단편소설 [명암][거문고], 시 [벽]
- 1947년 첫 동화집 [못난 도야지], 동화 [쫓겨난 개], 아동극 [토끼의 가정]
- 1948년 단편소설 [김노인], 동화 [찌-와 짹]
- 1949년 희곡 [낙랑공주][낙성의 달][가실][감자와 족제비]
- 1950년 희곡 [나비의 풍속]

## 작품의 특징
이주홍의 삶은 고단했다. 식민치하에서 이주홍은 나라를 빼앗긴 설움과 지주와 소작인의 관계에서 처한 경제적 어려움의 이중고를 겪어야만 했다. 하지만 이주홍은 이런 어려운 삶 속에서도 넘어지지 않고 일어설 수 있는 희망을 동화를 통해 보여주려고 노력했다. 항상 사회에는 강자와 약자가 있기 마련이지만 영원한 약자와 강자가 없듯 이주홍은 그의 작품을 통해 삶의 약자인 구성원에게 희망을 주는 작품을 특히 많이 썼다. 그가 원한 세상은 약자가 억눌려 살기보다 좀 더 다른 세상이 되어 약한 사람도 함께 어우러져 잘 살 수 있는 세상이었다. 전쟁은 물질적 고통은 물론 정신적 피해를 동시에 준다. 이는 어른들만 겪는 것이 아닌 어린 아이들도 커다란 상처를 받음은 물론이다. 이주홍 작품의 주인공은 가난한 소작농의 아이들이다. 사건의 중심에는 항상 가난한 부모와 부자 지주와의 갈등이 등장하며 이 속에서 아이들은 심리적 갈등을 겪는다. 서로를 미워하며 전쟁을 하는 어른들이지만 이주홍 작품의  세계의 어린아이들은 그들과 다르게 관용과 이해를 베푸는 모습을 보이는데 의의가 있다. 어른들의 비정하고 삭막한 모습을 어린아이들의 동심으로 풀어가려는 모습을 보여준다.

## 대표작
- 뱀새끼의 무도
- 가난과 사랑
- 완구상
- 늙은 체조교사
- 지저깨비들
- 피리부는 소년

## 수상경력
- 1962년 제1회 경상남도 문화상
- 1968년 눌원 문화상 수상
- 1979년 대한민국예술원상 받음
- 1983년 대한민국 문학상(본상) 수상
- 1987년 3·1문화상 예술상 수상